# Yedisu
Yedisu là một huyện thuộc tỉnh Bingöl, Thổ Nhĩ Kỳ. Huyện có diện tích 522 km² và dân số thời điểm năm 2007 là 3415 người, mật độ 7 người/km².